# Rosario Ibarra de Piedra
María del Rosario Ibarra de la Garza (Saltillo, Coahuila; 24 de febrero de 1927-Monterrey, Nuevo León; 16 de abril de 2022), conocida como Rosario Ibarra de Piedra, fue una activista y política izquierdista mexicana, pionera de la defensa de los derechos humanos en México y fundadora del Comité ¡Eureka!, organización dedicada a la búsqueda de familiares desaparecidos. Fue la primera mujer candidata presidencial en 1982 y 1988, así como la primera mujer en postularse para la presidencia de la República. Se desempeñó como senadora y diputada federal en dos ocasiones.

## Biografía
Rosario Ibarra nació en Saltillo, Coahuila el 24 de febrero de 1927 siendo hija de Baldemar Ibarra y Concepción de la Garza, su abuela fue una anarquista "que a pesar de no saber hacer pan montó una panadería". Su padre, ingeniero agrónomo masón, egresado de la Escuela Hermanos Escobar de Ciudad Juárez, Chihuahua, y militar en la Revolución mexicana, le enseñó a leer a los cuatro años y "convenció a su madre de inscribirla en una escuela mixta, para que no se casara con 'el primero que le moviera el agua'"; su esposo, Jesús Piedra Rosales, fue médico, ateo, integrante del Partido Comunista Mexicano, presidente de la Sociedad de Alumnos Socialistas de la Universidad Autónoma de Nuevo León que atendía a los obreros de la Fundidora de Acero de Monterrey. El 8 de noviembre de 1972 su yerno, Germán Segovia Escobedo, encabezó el secuestro del vuelo 705 de Mexicana de Aviación, desviado a La Habana.
Su actividad política comenzó en 1973, cuando su hijo Jesús Piedra Ibarra fue acusado de pertenecer a un grupo armado de orientación comunista, la Liga Comunista 23 de Septiembre. Jesús Piedra desapareció en 1974, detenido por las autoridades tras el asesinato del policía Guillermo Villarreal Valdez. A partir de entonces, Rosario Ibarra inició un largo peregrinar en las instituciones gubernamentales demandando información acerca del paradero de su hijo, que hasta la fecha no se ha esclarecido. Jesús Piedra es considerado víctima de la desaparición forzada de personas que habría llevado a cabo el gobierno de México en las décadas de 1960 y 1970.
El 17 de abril de 1977 fundó el Comité Pro Defensa de Presos, Perseguidos, Desaparecidos y Exiliados Políticos (más conocido como el Comité ¡Eureka!), que reúne a varias familias de personas desaparecidas o presas durante los sexenios de Gustavo Díaz Ordaz y Luis Echeverría Álvarez. Rosario Ibarra fue la representante de los reclamos hacia los gobiernos mexicanos represores de ese entonces. También formó parte de la Federación Latinoamericana de Asociaciones de Familiares de Detenidos-Desaparecidos (Fedefam).

Realizó huelgas de hambre a finales de los años 70 para exigir una amnistía hacia los presos políticos. El gobierno concedió la amnistía en 1978, pero las desapariciones continuaron sin aclararse. Al menos, se consideran unos 400 desaparecidos. En 1982, fue candidata a la Presidencia de la República por el Partido Revolucionario de los Trabajadores, ya desaparecido. Fue diputada por ese partido, y en 1988 nuevamente alcanzó la candidatura a la presidencia de la República. Tras ser declarado vencedor Carlos Salinas de Gortari, Ibarra se unió a los reclamos de fraude electoral.

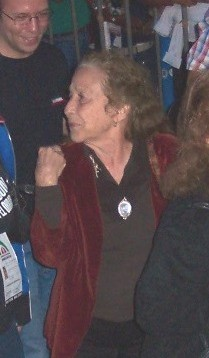
Ibarra, en la Convención Nacional Democrática de 2006.

En las siguientes elecciones, Rosario Ibarra se identificó con Cárdenas y el PRD. Criticó a los gobiernos de Ernesto Zedillo y de Vicente Fox de falta de autoridad para hacer justicia en los crímenes del pasado y en las demandas actuales de los sectores vulnerables del país. Se unió a las luchas sociales de otros lugares del país: a la lucha de los indígenas de Chiapas, al esclarecimiento de las mujeres asesinadas en Ciudad Juárez y de las matanzas de indígenas en Chiapas y Guerrero durante el sexenio de Ernesto Zedillo. Participó en diversos foros y fundó comités en defensa de los derechos de las mujeres. Fungió también como asesora de Andrés Manuel López Obrador.[cita requerida]
Después de encabezar la lista de candidatos plurinominales de la coalición Por el Bien de Todos al Senado, a partir de los últimos meses del 2006 tuvo acceso a una curul en la Cámara Alta, en representación del Partido de la Revolución Democrática; sin embargo, poco después de tomar el cargo como senadora dejó la fracción del PRD en el Senado para integrarse a la del Partido del Trabajo (PT), como parte de un acuerdo legislativo del Frente Amplio Progresista y participando activamente al lado de organizaciones sociales como la Unión Popular Revolucionaria Emiliano Zapata (UPREZ).

### Fallecimiento
Rosario Ibarra falleció en un hospital de Monterrey, Nuevo León el 16 de abril de 2022, según su hija Rosario Piedra Ibarra, la activista mexicana «murió tranquila y en paz». Fue sepultada al día siguiente  en el Panteón de Dolores en Monterrey, en la misma tumba donde yacen los restos de su esposo Jesús Piedra Rosales y su hijo Carlos y a un lado de la tumba con los restos de sus padres.

## Reconocimientos
Fue candidata al Premio Nobel de la Paz en 1986, 1987, 1989 y 2006. El documental Rosario narró su experiencia en la lucha en el ámbito de los derechos humanos en México. En las elecciones federales de 2018, Andrés Manuel López Obrador votó por ella para rendirle homenaje. En 2019, se le concedió la medalla al mérito cívico «Eduardo Neri, legisladores de 1913». El 8 de octubre de 2019, el Senado mexicano aprobó otorgarle la Medalla Belisario Domínguez, por su «incansable lucha y activismo por los presos, desaparecidos y exiliados políticos». La ceremonia de entrega se llevó a cabo el 23 de octubre, donde Claudia Piedra Ibarra recibió a nombre de su madre la presea y la dejó en manos de López Obrador con la frase «dejo en tus manos la custodia de tan preciado reconocimiento y te pido que me la devuelvas junto con la verdad».

## Museo Casa de la Memoria Indómita

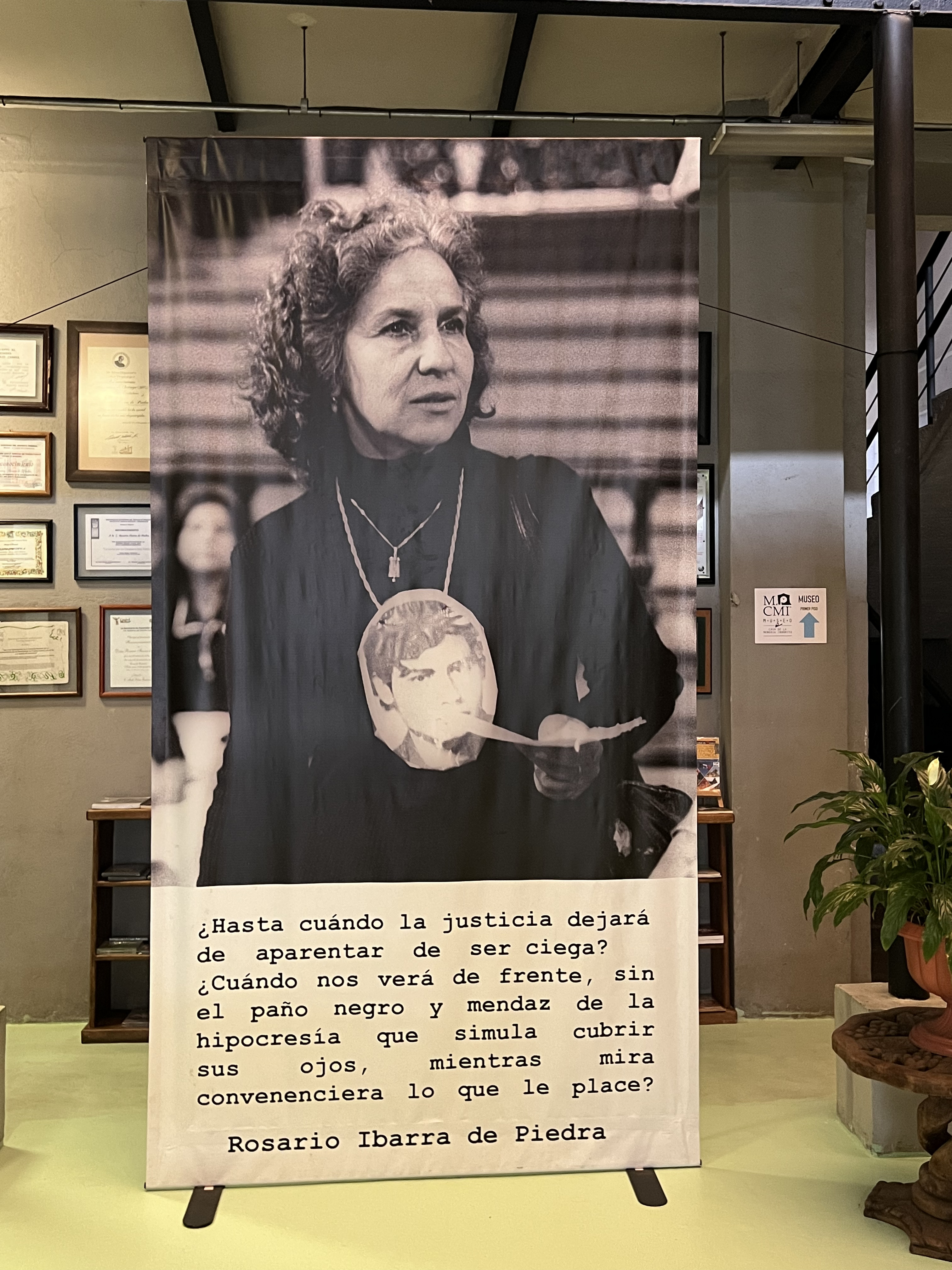
Fotografía de Rosario Ibarra en el Museo Casa de la Memoria Indómita.

Impulsado por el Comité ¡Eureka!, el Museo Casa de la Memoria Indómita abrió sus puertas el 19 de junio del 2012 para reivindicar a las personas víctimas de desaparición forzada y desaparecidas por motivos políticos. Comenzó a funcionar a través de un sistema de visitas.

## Ligas externas
- Nota "Durante décadas, apoyó a madres, esposas y hermanas de los ausentes", de Blance Petrich, La Jornada, domingo, 17 de abril del 2022

| Predecesor: Primera candidata        | Candidata Presidencial del Partido Revolucionario de los Trabajadores 1982 | Sucesor: Rosario Ibarra de Piedra |
| Predecesor: Rosario Ibarra de Piedra | Candidata Presidencial del Partido Revolucionario de los Trabajadores 1988 | Sucesor: Última candidata         |

- Datos: Q2800766
- Multimedia: Rosario Ibarra de Piedra / Q2800766